# Międzynarodowe prawo karne
Międzynarodowe prawo karne – zespół norm prawa karnego, które odnoszą się do przestępstw z elementem obcym, takim jak przestępstwo popełnione przez cudzoziemców lub przestępstwo za granicą. Polega na łączeniu instytucji międzynarodowej współpracy w różnych sprawach karnych, np. ekstradycja czy wykonanie obcych wyroków skazujących.
W uproszczeniu są to przepisy prawa międzynarodowego publicznego, odnoszące się do przestępstw międzynarodowych, a zwłaszcza do zbrodni przeciwko pokojowi, zbrodni wojennych.

## Zakres międzynarodowego prawa karnego
Międzynarodowe prawo karne  obejmuje:
- normy prawa karnego wewnętrznego poszczególnych państw, dotyczące zakresu stosowania ustawy karnej;
- normy prawa wewnętrznego i normy zawarte w dwustronnych i wielostronnych umowach międzynarodowych, które odnoszą się do ekstradycji i innych form współpracy międzynarodowej w sprawach karnych;
- normy prawa międzynarodowego zawarte w wielostronnych umowach międzynarodowych odnoszących się do pewnych czynów. Umowy te zobowiązują sygnatariuszy do kryminalizacji takich czynów i do współpracy w ich ściganiu;
- normy prawa międzynarodowego ustanawiające odpowiedzialność za zbrodnie wojenne, zbrodnie przeciwko pokojowi i zbrodnie przeciwko ludzkości.